# 羅特河 (因河支流)
48°27′12″N 13°25′32″E / 48.45333°N 13.42556°E
羅特河（德语：Rott）是德國的河流，位於巴伐利亞，屬於因河的左支流，河道全長109公里，發源自武爾姆斯哈姆，流經诺伊马克特-圣法伊特、埃根費爾登、普法尔基兴和波京，河口處在謝爾丁。